# Gendergerechte Didaktik
Gendergerechte Didaktik ist eine Didaktik, die darauf abzielt, die Diversität aller Geschlechter gleichermaßen zu berücksichtigen. Lernangebote sollen auf die unterschiedlichen Hintergründe der jeweiligen Lernenden eingehen. Gendergerechte Didaktik betont das soziale Geschlecht als relevante Kategorie in der Entstehung und Vermittlung von Wissen. Deshalb sollen den Lernenden nicht nur fachliche Inhalte, sondern auch Genderkompetenz vermittelt werden. Gendergerechte Didaktik wird sowohl im Schulunterricht als auch in der Erwachsenenbildung und hierbei vor allem an Hochschulen angewendet.
Neuere Ansätze verknüpfen gendergerechte Didaktik mit dem Begriff der Diversität, sodass dann auch von Gender-Diversity-gerechter Didaktik oder Gender-Diversity-sensibler Didaktik gesprochen wird. So soll nicht nur die Pluralität der Geschlechter, sondern auch die Pluralität der Lehrenden und Lernenden im Allgemeinen berücksichtigt werden. Neben Geschlecht rücken so weitere Kategorien, auf denen Diskriminierung basieren kann, in den Fokus.
Besonders in MINT-Fächern (Mathematik, Informatik, Naturwissenschaft, Technik) wird für eine gendergerechte Didaktik geworben. So soll der geringe Frauenanteil in diesen Fachbereichen erhöht werden.

## Grundverständnis zu Gender-Diversity
In der englischen Sprache und Forschung wird der Begriff Geschlecht differenziert betrachtet. Auch in der deutschen Fachsprache zur gendergerechten Didaktik wird Geschlecht nicht als eine ausschließlich biologische Konstante begriffen. Der Fokus liegt dabei auf dem Begriff Gender, der das soziale Geschlecht meint. Das soziale Geschlecht gilt gemäß eines sozialkonstruktivistischen Verständnisses von Geschlecht als anerzogen und darum auch als veränderbar. Dem steht der Begriff sex oder auch biologisches Geschlecht gegenüber. Das biologische Geschlecht ist nur bedingt (z. B. durch medikamentöse und/oder operative Eingriffe) veränderbar. Nahezu jedem Menschen wird direkt nach der Geburt, zumeist auf Basis der Geschlechtsorgane ein biologisches Geschlecht zugewiesen.
Geschlechtlichkeit gilt in der gendergerechten Didaktik also vor allem als sozial konstruiert. Dabei gehen Gesellschaften im globalen Norden zumeist von einer binären Geschlechterordnung aus. Dies geht häufig mit einer Abwertung von Geschlechtsidentitäten einher, die diesem Bild nicht entsprechen (siehe hierzu auch Cisnormativität). Hinter diesen Grundverständnissen stehen unterschiedliche Forschungsstränge der Frauenforschung, Genderforschung und Männlichkeitsforschung.
Diskriminierung bezieht sich häufig auf folgende Merkmale von Personen: Geschlecht, Alter, kultureller Hintergrund, ethnische Zugehörigkeit, Hautfarbe, Religionszugehörigkeit, sexuelle Orientierung, physische und geistige Fähigkeiten sowie Neurodiversität. Der Begriff der Intersektionalität versucht hierbei zu fassen, wie sich die jeweiligen Diskriminierungsformen gegenseitig beeinflussen.
Gendergerechte Didaktik bedeutet dabei nicht, dass angenommen wird, dass Frauen und Männer bzw. Jungen und Mädchen stets ein unterschiedliches Lernverhalten an den Tag legen und dementsprechend jeweils eigene Lernangebote benötigen. Vielmehr soll sich an der Lebensrealität der Lernenden orientiert werden, welche zwar häufig auch aber nicht nur durch ihr Geschlecht beeinflusst wird. So soll ein für die Zielgruppe maßgeschneidertes Lehrkonzept entstehen, das die Unterschiedlichkeit der Lebenswelten mit Gender-Mainstreaming Ansätzen berücksichtigt.

## Geschichte
Die Entstehung der Gender-Diversity-gerechten Didaktik ist zunächst vor dem Hintergrund der Ersten und Zweiten Frauenbewegung zu sehen, welche sich für eine Ausweitung der Frauenbildung einsetzten. So organisierten in den 1970ern Aktivistinnen vielerorts Bildungsangebote von Frauen für Frauen. Ab den achtziger Jahren des 20. Jahrhunderts entstand unter dem Einfluss der gesellschaftlichen Emanzipation von Frauen allmählich die Überzeugung, dass Methoden zur Wissensvermittlung das Geschlecht der Lernenden mitberücksichtigen müssen. Dabei fanden Impulse zur geschlechtergerechten Didaktik aus der gerade neu aufkommenden Frauenforschung zum Teil auch Eingang in die damalige Hochschuldidaktik. 1997 forderte die Abschlussdeklaration der 5. Internationalen UNESCO-Konferenz über Erwachsenenbildung die Entwicklung und Förderung einer geschlechtssensiblen Pädagogik, die sich für Geschlechtergerechtigkeit und den Abbau von Geschlechterstereotypen einsetzt. Bis in die 2000er hinein hielt sich in Teilen der Erziehungswissenschaft aber auch die Ansicht, dass Bildung geschlechtsneutral sei und es daher keiner gendergerechten Didaktik bedürfe.
Mit dem Aufkommen der Diversitätsforschung rückten allmählich auch andere Kategorien, auf denen Diskriminierung basieren kann, als Geschlecht in den Fokus der Forschung. Dies führte unter anderem zur Herausbildung der Diversitätspädagogik. In der Folge plädierten mehrere Forschende dafür, gendergerechte Didaktik zu einer Gender-Diversity-gerechten Didaktik zu erweitern und dafür neben Geschlecht auch andere Kategorien wie sexuelle Orientierung, Behinderung, Alter oder ethnische Zugehörigkeit bei der Konzeption von Lernangeboten zu berücksichtigen. So sollen auch intersektionale Diskriminierungsverhältnisse mitgedacht werden.

## Aufgaben

### Allgemein
Die Erziehungswissenschaftler Michaela Gindl und Günter Hefler sehen drei zentrale Aufgaben einer gendergerechten Didaktik:
1. Lehrangebote sollen gleichermaßen auf die Bedürfnisse von allen Lernenden mit ihren diversen Hintergründen eingehen.
2. Lehrangebote sollen so gestaltet sein, dass die Lernziele für alle Lernenden gleichermaßen erreichbar sind.
3. Lehrangebote zielen darauf ab, Genderkompetenz zu vermitteln.

Um diese Ziele zu erreichen, wird z. B. empfohlen, bereits bei der Akkreditierung von Studiengängen an Hochschulen darauf zu achten, dass Inhalte aus der Geschlechterforschung in den Lehrplan aufgenommen werden. So soll das Geschlechterwissen der Studierenden vertieft werden. Inhalte aus der Geschlechterforschung können dabei in die Lehrinhalte der verschiedensten Fachrichtungen und Studienfächer – auch außerhalb der Sozialwissenschaften – einfließen.
Auch in der Ausbildung von Lehrkräften für Schulen wird mittlerweile versucht, Lehramtsstudierenden Genderkompetenz zu vermitteln, damit diese gendersensiblen Unterricht gestalten können. In ihrer Dissertation kommt Gisa Stich zu dem Ergebnis, dass besonders diejenigen Lehrkräfte, die ein fundiertes Genderwissen besitzen, bemüht sind, einen geschlechtergerechten Unterricht zu gestalten. Mehrere empirische Studien deuten allerdings darauf hin, dass die Genderkompetenz vieler Lehrkräfte noch ausbaufähig ist. Eine Untersuchung unter Sportlehrkräften zeigte beispielsweise 2017, dass diese sich zwar Gedanken über geschlechtergerechten Unterricht machen, aber nur selten konkrete Konzepte zur Geschlechterförderung im Sportunterricht benennen können. Bei einer anderen Studie aus dem Jahr 2023 zeigte sich, dass Physiklehrkräfte oftmals nicht adäquat zwischen den beiden Begriffen Gender und Diversität unterscheiden können. Ihre Versuche, den Unterricht geschlechtergerecht zu gestalten, basierten zudem häufig auf Alltagswissen.
Eine gendergerechte Didaktik steht dabei auch stets vor einem Dilemma: Einerseits will sie eigentlich dazu beitragen, dass das Geschlecht der Lernenden keinen Einfluss auf deren Lernerfolg hat. Andererseits möchte sie auch auf Ungleichheiten zwischen den Geschlechtern hinweisen und dafür Geschlecht explizit thematisieren. Um dieses Dilemma aufzulösen, hat Hannelore Faulstich-Wieland um die Jahrtausendwende vorgeschlagen, je nach Kontext Geschlecht zu dramatisieren oder zu entdramatisieren. Mittlerweile wird als dritte Handlungsmöglichkeit noch die Nicht-Dramatisierung genannt. Diese gilt dabei als Basis einer gendergerechten Didaktik. Dabei soll der Unterricht zunächst so aufgebaut sein, dass alle Lernenden nach ihren Bedürfnissen gefördert werden, ohne dass der Kategorie Geschlecht dabei große Bedeutung zukommt. Erst wenn die Situation in der Lerngruppe es erfordert, soll Geschlecht mehr Aufmerksamkeit erhalten. Eine Dramatisierung von Geschlecht (im Sinne eines Zum-Thema-Machens) kann beispielsweise angebracht sein, wenn die Gruppendynamik innerhalb der Lerngruppe sehr durch das Geschlecht der Lernenden bestimmt wird und daher eine Bearbeitung geschlechtsspezifischer Themen sinnvoll erscheint. Ein Beispiel für eine Dramatisierungsmaßnahme ist das nach Geschlechtern getrennte Unterrichten. Die Dramatisierung von Geschlecht birgt dabei immer die Gefahr, dass es zu einer Stereotypisierung der Lernenden kommt, weil die Angehörigen der jeweiligen Geschlechter als vermeintlich homogene Gruppe dargestellt werden und dazu tendiert wird, angebliche Defizite der Geschlechter in den Vordergrund zu stellen. Im Allgemeinen wird daher innerhalb der gendergerechten Didaktik die Ansicht vertreten, dass auf dramatisierende Maßnahmen immer eine Entdramatisierung des Geschlechts stattfinden sollte. Dabei soll den Lernenden vermittelt werden, dass Geschlecht nicht die einzige und häufig auch nicht die wichtigste Kategorie ist, anhand derer Menschen unterschieden werden können. Eine Entdramatisierung von Geschlecht ohne vorherige Dramatisierung kann nötig sein, wenn geschlechtsspezifische Themen aus der Lerngruppe heraus wiederholt in den Mittelpunkt gerückt werden.

### MINT-Fächer
Die MINT-Fächer gelten allgemein als männlich dominiert. Zwar gibt es Fachbereiche wie Biologie und Medizin, in denen der Anteil männlicher und weiblicher Studierender annähernd paritätisch ist, jedoch weisen z. B. Physik und Ingenieurswissenschaften einen äußerst geringen Frauenanteil auf. In der Schule weisen Mädchen in MINT-Fächern meist trotz guter Leistungen ein geringeres Selbstwirksamkeitsempfinden auf als Jungen. Die aktuelle Datenlage deutet darauf hin, dass Frauen und Mädchen MINT-Fächer nicht meiden, weil ihnen aufgrund ihres Geschlechts bestimmte in diesen Bereichen wichtige Kompetenzen fehlen, sondern weil der generelle Umgang mit Jungen und Mädchen in der Schule von Geschlechterstereotypen geprägt ist. Durch spezifische Belohnungs- und Bestrafungssysteme werden Lernenden bestimmte Fächer nahegebracht oder eben nicht. Aus Sicht einer gendergerechten Didaktik ist es daher in MINT-Fächern besonders wichtig, reflektiert mit den Stereotypen von Lehrenden und Lernenden umzugehen, um diese so aufzubrechen.
Neben den verschiedenen Ansätzen der Integration von Genderaspekten (Gendering) in die Curricula der meisten Studiengänge steht der didaktische Ansatz des integrativen Gendering. In diesem Ansatz geht es darum auf vier didaktischen Ebenen Gender-Diversity-Ansätze in der alltäglichen Hochschullehre zu berücksichtigen.
Nicht immer ist es in MINT-Disziplinen möglich, fachlich inhaltliche Gender-Diversity-Aspekte zu berücksichtigen, aber es gibt übergreifende Ansätze, auf die auf inhaltlicher Ebene in der Lehre Bezug genommen werden kann. So sollen während der Lehre Praxisbezüge zur Lebenswelt der Lernenden hergestellt werden. Fachspezifische Geschlechterstereotype sollen thematisiert werden, während gleichzeitig durch ein Aufzeigen der Diversität der eigenen Disziplin Vorbilder für die Lernenden geschaffen werden sollen.
Die Entwicklung spezieller Methoden für die hochschulische Lehre ist vor allem in naturwissenschaftlichen und technischen Fächern relevant, da es insbesondere darum geht, Menschen mit diversen Hintergründen (auch mit wenig Technikkompetenz) den gleichen Zugang zu den Inhalten aber insbesondere auch zu den jeweiligen fachlichen Bereichen zu ermöglichen. Dies schließt aktivierende und projektbezogene Lehrmethoden, die zugleich den unterschiedlichen individuellen Voraussetzungen der Lernenden Rechnung tragen und interdisziplinär gestaltet sind. Wenn nötig können auch Prüfungsformate angepasst werden.
Auf der Ebene der gender-diversity-sensiblen Interaktion mit Lernenden geht es um Aspekte der Kommunikation. Grundsätzlich soll die Vielfalt der Lernenden in ihren Persönlichkeiten, ihrer kulturellen Diversität, Lernheterogenität, Erfahrungs und Lebenswelten berücksichtigt werden. Der Gebrauch einer geschlechtergerechten Sprache soll Zielgruppenorientierung und präzise wissenschaftliche Aussagen gewährleisten. Zudem sollen die gewählten didaktischen Methoden Kommunikation und Diskussionen zwischen Lernenden und Lehrenden anregen.
Auf der Ebene der individuellen Reflexion der Lehrendenrolle hinsichtlich Gender-Diversity Aspekten kommt es vor allem darauf an, dass Lehrende ihre eigene kulturelle und fachdisziplinäre Herkunft, ihre eigenen Lehrerfahrungen, die fachspezifische Lehrkultur, ihr Methodenwissen und lehr-lerntheoretische Aspekte reflektieren.